# Tadeusz Lutak
Tadeusz Lutak ps. Pancerz (ur. 29 sierpnia 1917 w Żarnowej) – kapitan Wojska Polskiego, żołnierz konspiracji niepodległościowej w czasie II wojny światowej. Najstarszy obecnie żyjący mężczyzna w Polsce.

## Życiorys
Po ukończeniu szkoły powszechnej wstąpił do wojska. 25 listopada 1937 został przydzielony do szkoły podoficerskiej jako elew 2. Batalionu Pancernego w Żurawicy. Po ukończeniu szkoły podoficerskiej we wrześniu 1938 został przydzielony do kompanii czołgów Vickers jako goniec motocyklowy. W tym samym roku wziął udział w zajęciu Śląska Cieszyńskiego, Orawy i Spiszu.  
W trakcie polskiej wojny obronnej września 1939 brał udział w walkach 121 Kompanii Czołgów Lekkich w ramach 10 Brygady Kawalerii, m.in. w bitwie pod Jordanowem. Służył jako goniec pomiędzy dowódcą brygady płk. Stanisławem Maczkiem a dowódcą kompanii por. Stanisławem Rączkowskim na motocyklu Sokół 600. W lasach pod Biłgorajem (według własnej relacji) lub w pobliżu Starego Dzikowa dostał się do niewoli niemieckiej, po czym zbiegł z transportu kolejowego pod Pilznem. Od 1940 zaangażowany był w działalność konspiracyjną w ramach Związku Walki Zbrojnej, a następnie Armii Krajowej. Został zaprzysiężony do podziemnej organizacji wojskowej w Żarnowej przez Józefa Lutaka ps. Orzeł i Stanisława Mikulskiego ps. Żmija. Na wiosnę 1940 zgłosił się do pracy przy budowie niemieckiego tunelu schronowego pod Żarnowską Górą, licząc na dodatkowy zarobek i ochronę przed wywozem na roboty do III Rzeszy. Według własnej relacji po zakończeniu prac nad tunelem uniknął rozstrzelania zastępując polskiego furmana w niemieckiej służbie frontowej podczas agresji III Rzeszy na ZSRR (1941) i został wcielony do formacji pomocniczej Wehrmachtu. Przed upływem dwóch miesięcy zbiegł i przedostał się z pięcioma krajanami pieszo w rodzinne strony.
Był członkiem grupy dywersyjnej Stanisława Mikulskiego. W ramach podległej AK organizacji wywiadowczo-dywersyjnej kryptonim „Ruch” pozyskiwał informacje wywiadowcze. Brał udział w akcjach sabotażowych i dywersyjnych, a także w akcji likwidacyjnej kolaboranta niemieckiego Edwarda Kocha w Niebylcu. Był żołnierzem w plutonie dyspozycyjnym Inspektoratu Rzeszów Armii Krajowej, a w 1944 został dowódcą drużyny dywersyjnej z Żarnowej w dowodzonym przez ppor. Mikulskiego plutonie dywersyjnym Placówki AK Strzyżów. Po wkroczeniu Armii Czerwonej wyjechał na Ziemie Odzyskane. W rodzinne strony powrócił w 1946 i w kolejnych latach pracował w Żarnowej jako rolnik i masarz. 
Po transformacji systemowej w Polsce zaangażował się w działalność kombatancką jako członek Światowego Związku Żołnierzy Armii Krajowej oraz Związku Kombatantów Rzeczypospolitej Polskiej i Byłych Więźniów Politycznych. W 2001 został awansowany na podporucznika WP w stanie spoczynku. W 2019 otrzymał Nagrodą Honorową IPN – „Świadek Historii”.
W sierpniu 2022 obchodził 105 urodziny, będąc w tym momencie także najstarszym byłym czołgistą WP. Został wówczas wyróżniony tytułem Honorowego Obywatela Powiatu Strzyżowskiego. 3 marca 2023 został awansowany na kapitana WP w stanie spoczynku. W lutym 2024 otrzymał honorową odznakę „Zasłużony dla województwa podkarpackiego”.

## Wybrane odznaczenia
- Krzyż Oficerski Orderu Odrodzenia Polski (2017)[17]
- Krzyż Kawalerski Orderu Odrodzenia Polski (1987)[1]
- Krzyż Armii Krajowej (1981 i 1998)[1]
- Krzyż Partyzancki (1973)[1]
- Medal Wojska (czterokrotnie; 1948)[1]
- Medal Zwycięstwa i Wolności 1945 (1968)[1]
- Medal „Za udział w wojnie obronnej 1939” (1982)[1]
- Medal za Długoletnie Pożycie Małżeńskie (1993)[1]